# مارتین اندرسن
مارتین اندرسن (انگلیسی: Martin Andresen؛ زادهٔ ۲ فوریهٔ ۱۹۷۷) بازیکن فوتبال سابق اهل نروژ است.
از باشگاه‌هایی که در آن بازی کرده‌است می‌توان به باشگاه فوتبال بران، باشگاه فوتبال وولرنگا، بلکبرن روورز
، باشگاه فوتبال واکینگ، و باشگاه فوتبال ویمبلدون، باشگاه فوتبال مولده، تیم ملی فوتبال نروژ، باشگاه فوتبال واکینگ، و بلکبرن روورز
```
اشاره کرد.
```

وی همچنین در تیم‌های ملی فوتبال Norway U21 Norway بازی کرده‌است.